# Cancionera
«Cancionera» es el décimo álbum de estudio de la cantautora mexicana Natalia Lafourcade, lanzado el 24 de abril de 2025 a través de Sony Music Entertainment México. Para esta obra, Natalia presenta a su alter ego artístico: la cancionera. El álbum cuenta con 14 pistas.

## Antecedentes y lanzamiento
El álbum fue grabado a finales de 2024 en los estudios de Sony Music. La grabación se realizó en cinta analógica durante un periodo de tres semanas, con 18 músicos tocando en vivo junto a Lafourcade en el estudio. Este enfoque buscó capturar la espontaneidad y autenticidad de cada interpretación, evitando ediciones digitales y resaltando un proceso artesanal y colectivo.
La producción del álbum estuvo a cargo de Lafourcade y Adán Jodorowsky, quienes ya habían colaborado en el anterior álbum de Lafourcade, De Todas Las Flores.  Además, el colectivo Soundwalk Collective aportó un diseño sonoro que integra sonidos naturales al paisaje musical del disco.
El álbum fue lanzado oficialmente el 24 de abril de 2025 en CD, Vinilo, descarga digital y Streaming.

## Título
El título del álbum no solo nombra la obra, sino que representa un concepto profundo y multifacético que encapsula su evolución artística y personal. La "Cancionera" es el alter ego de Lafourcade, una figura que encarna la esencia de la música como un puente entre lo íntimo y lo universal. Es una trovadora errante, una voz que recorre la noche con un aire de misterio, representando la dualidad: luz y sombra, tradición y transgresión, dulzura y rebeldía.
El concepto de Cancionera surgió en un momento de introspección para Lafourcade, coincidiendo con su transición a los 40 años. La artista expresó que este paso la llevó a encontrarse con la "Cancionera", una figura que le permitió reconectar con su esencia y explorar su creatividad desde una perspectiva renovada.

## Composición
El álbum está compuesto por 14 temas, se caracteriza por su diversidad estilística, incorporando géneros como bolero, ranchera, son jarocho, huapango, cumbia, tango, pregón, rumba y jazz.  Esta amalgama de estilos refleja las raíces veracruzanas de Lafourcade y su capacidad para reinterpretar la música tradicional mexicana con una sensibilidad contemporánea. El álbum cuenta con colaboraciones de artistas como El David Aguilar, Israel Fernández, Diego del Morao y Los Hermanos Gutiérrez

## Posicionamiento en listas
| Listas (2025)       | Mejor posición |
| ------------------- | -------------- |
| España (PROMUSICAE) | 91             |

## Lista de canciones
| Cancionera |                                                                                |                                                     |                       |          |  |
| N.º        | Título                                                                         | Escritor(es)                                        | Productor(es)         | Duración |  |
| 1.         | «Apertura cancionera»                                                          | Lafourcade                                          | Lafourcade Jodorowsky | 5:19     |  |
| 2.         | «Cancionera»                                                                   | Lafourcade                                          | Lafourcade Jodorowsky | 5:36     |  |
| 3.         | «Cocos en la playa»                                                            | Lafourcade                                          | Lafourcade Jodorowsky | 4:25     |  |
| 4.         | «Como quisiera quererte» (con El David Aguilar)                                | Lafourcade Aguilar                                  | Lafourcade Jodorowsky | 4:18     |  |
| 5.         | «Amor clandestino» (con Israel Fernández)                                      | Lafourcade Fernández                                | Lafourcade Jodorowsky | 3:58     |  |
| 6.         | «Mascaritas de cristal»                                                        | Lafourcade                                          | Lafourcade Jodorowsky | 6:25     |  |
| 7.         | «El coconito» (con El David Aguilar)                                           | Barcelata Castro                                    | Lafourcade Jodorowsky | 3:52     |  |
| 8.         | «El palomo y la negra»                                                         | Lafourcade Aguilar                                  | Lafourcade Jodorowsky | 7:00     |  |
| 9.         | «Cariñito de Acapulco»                                                         | Lafourcade                                          | Lafourcade Jodorowsky | 6:36     |  |
| 10.        | «La bruja» (versión cancionera)                                                | Lafourcade Citlali Aguilar                          | Lafourcade Jodorowsky | 6:03     |  |
| 11.        | «Luna creciente» (con los Hermanos Gutiérrez)                                  | Lafourcade Los hermanos Gutiérrez                   | Lafourcade Jodorowsky | 6:48     |  |
| 12.        | «Lágrimas cancioneras»                                                         | Lafourcade                                          | Lafourcade Jodorowsky | 5:14     |  |
| 13.        | «Amor clandestino» (con Israel Fernández y Diego del Morado, versión acústica) | Natalia Lafourcade Israel Fernández Diego del Morao | Lafourcade Jodorowsky | 4:50     |  |
| 14.        | «Cancionera» (versión acústica)                                                | Lafourcade                                          | Lafourcade Jodorowsky | 5:30     |  |
| 76:00      |                                                                                |                                                     |                       |          |  |